# 訃報 1993年3月
訃報 1993年3月（ふほう 1993ねん3がつ）では、1993年（平成5年）3月中に物故した、又は物故が報じられた人物についてまとめる。

## （1日 - 15日）

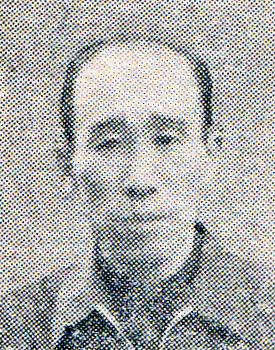
武田作十郎 / 3月14日没

- 3月4日 - 岩本章、元プロ野球選手（* 1921年）
- 3月13日 - 大戸崎祐慈朗、元力士（*1929年）
- 3月14日 - 武田作十郎、騎手（* 1913年）
- 3月15日 - 平田次郎、政治家 (* 1933年)

## （16日 - 31日）

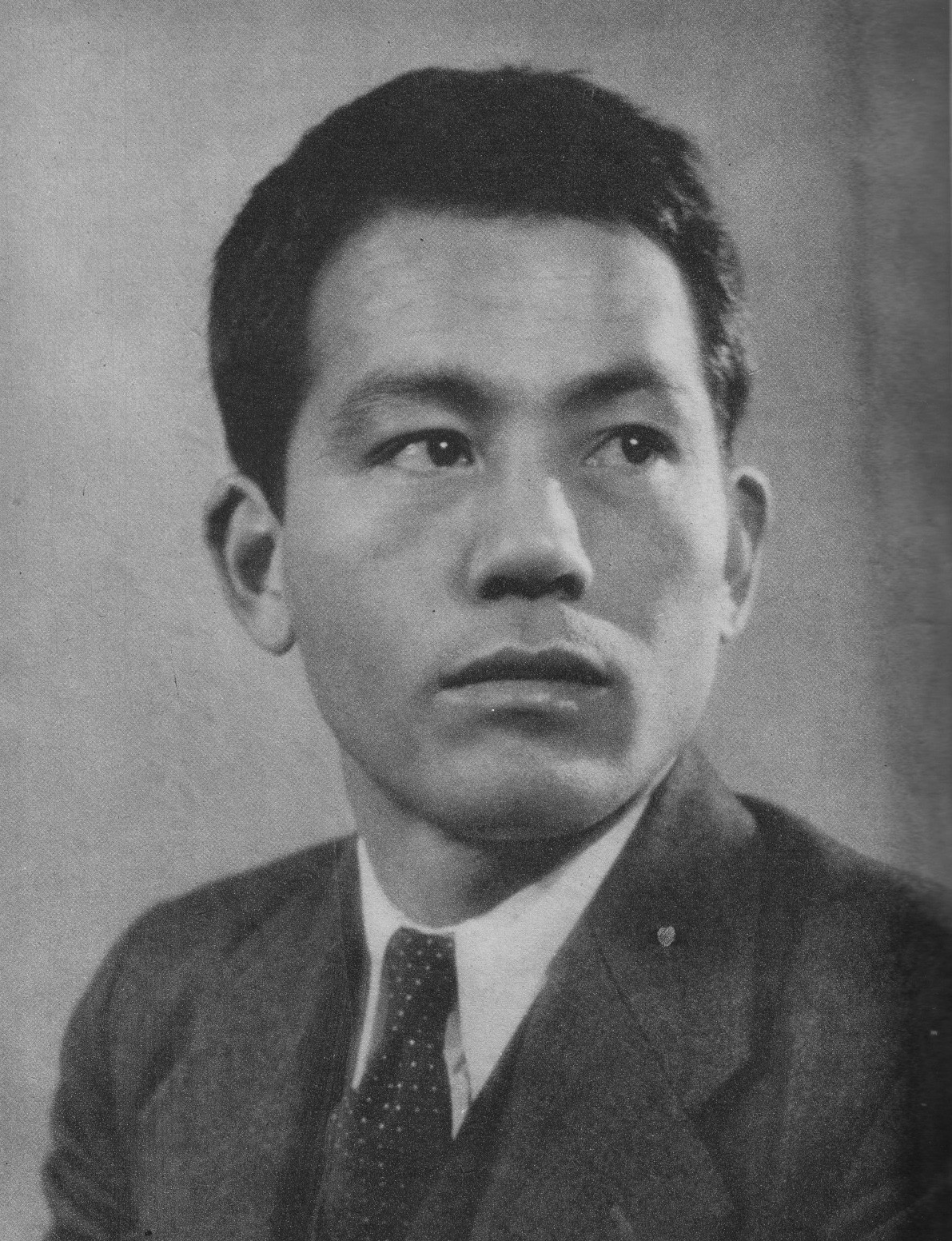
笠智衆 / 3月16日没

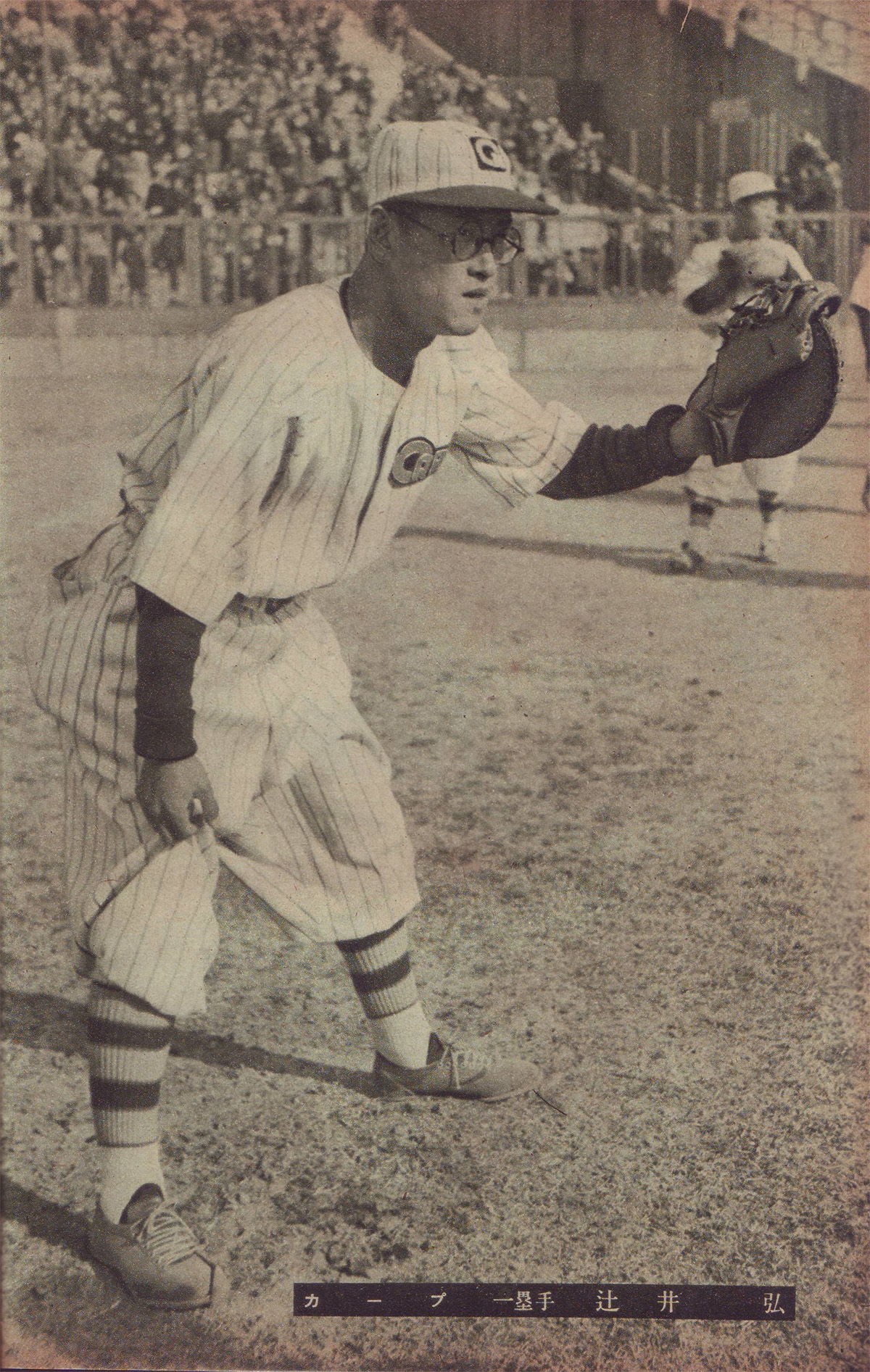
辻井弘 / 3月17日没

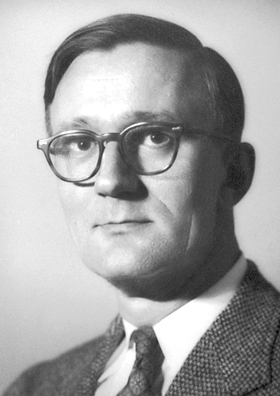
ポリカプ・クッシュ / 3月20日没

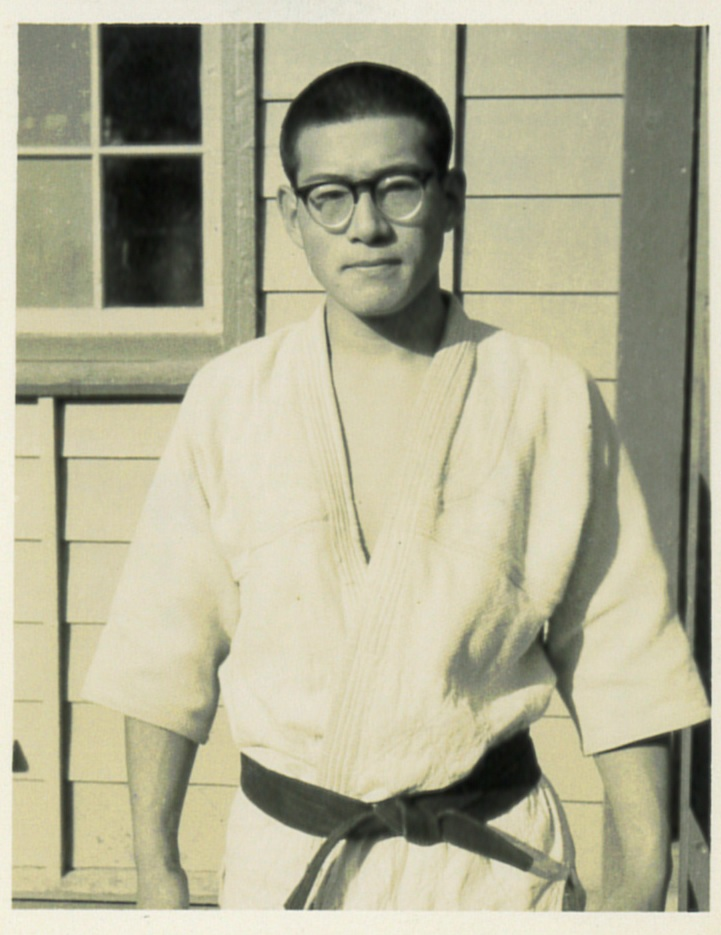
神永昭夫 / 3月21日没

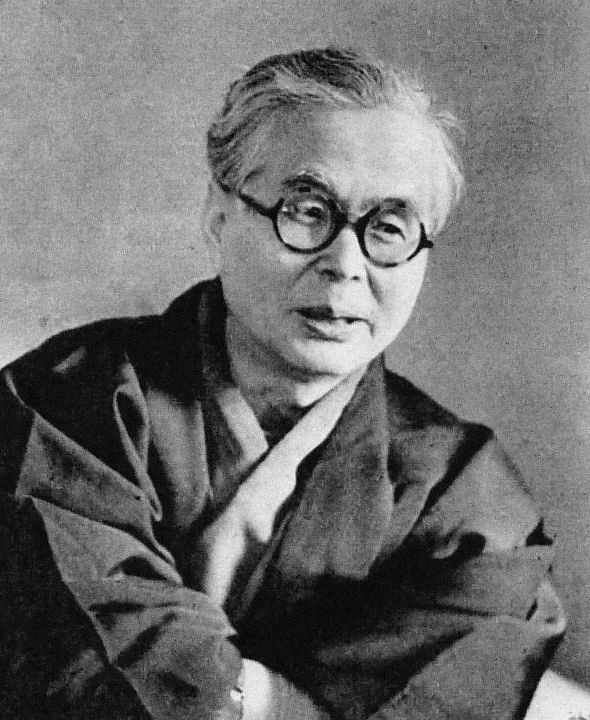
芹沢光治良 / 3月23日没

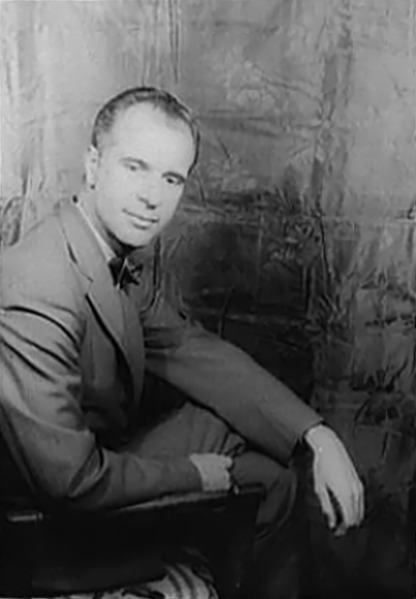
ジョン・ハーシー / 3月24日没

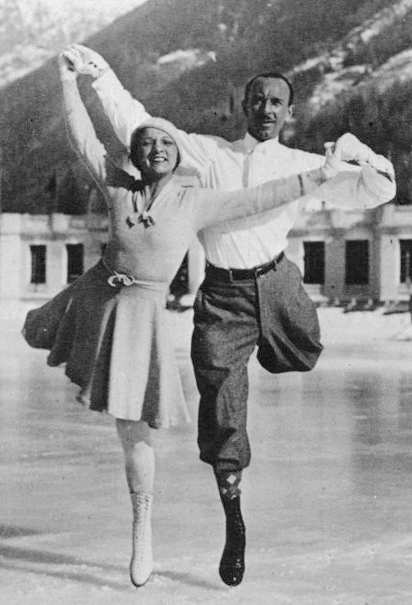
アンドレ・ブリュネ（左） / 3月30日没

- 3月16日 - 笠智衆、俳優（* 1904年）
- 3月17日 - 辻井弘、元プロ野球選手（* 1917年）
- 3月18日 - ケネス・E・ボールディング、経済学者（* 1910年）
- 3月18日 - 加藤正之、声優（* 1932年）
- 3月20日 - ポリカプ・クッシュ、物理学者（* 1911年）
- 3月21日 - 神永昭夫、柔道家（* 1936年）
- 3月23日 - 芹沢光治良、小説家（* 1896年）
- 3月23日 - 友竹正則、声楽家（* 1931年）
- 3月24日 - ジョン・ハーシー、ジャーナリスト、小説家（* 1914年）
- 3月25日 - 戸浦六宏、俳優（*1930年）
- 3月30日 - アンドレ・ブリュネ、フィギュアスケート選手（* 1901年）
- 3月30日 - リチャード・ディーベンコーン、画家（* 1922年）
- 3月31日 - ブランドン・リー、俳優（* 1965年）